# Liam Ridgewell
Liam Matthew Ridgewell (Londra, 21 luglio 1984) è un ex calciatore inglese, di ruolo difensore.

## Biografia
Il 2 dicembre 2012 è stata resa pubblica una sua foto (scattata mesi prima) di lui nel bagno di casa sua a pulirsi il sedere con delle banconote, e sul pavimento erano sparse circa 1.000 sterline. Per questo suo comportamento il WBA (squadra in cui militava all'epoca) si è dissociato pubblicamente.

## Carriera

### Club
Ha iniziato la carriera nell'altra squadra di Birmingham, l'Aston Villa. Ha giocato con l'Aston Villa dal 2001 al 2007, compreso il prestito del 2002 al Bournemouth. Nell'estate del 2007 è passato al Birmingham City. Il 31 gennaio 2012 passa al West Bromwich Albion.

### Nazionale
Ha giocato nelle nazionali giovanili inglesi Under-19 ed Under-21.

## Palmarès

### Club

#### Competizioni giovanili
- FA Youth Cup: 1

Aston Villa: 2001-2002

#### Competizioni nazionali
- Coppa di Lega inglese: 1

Birmingham City: 2010-2011
- Campionato MLS: 1

Portland Timbers: 2015